# Дуршлаг

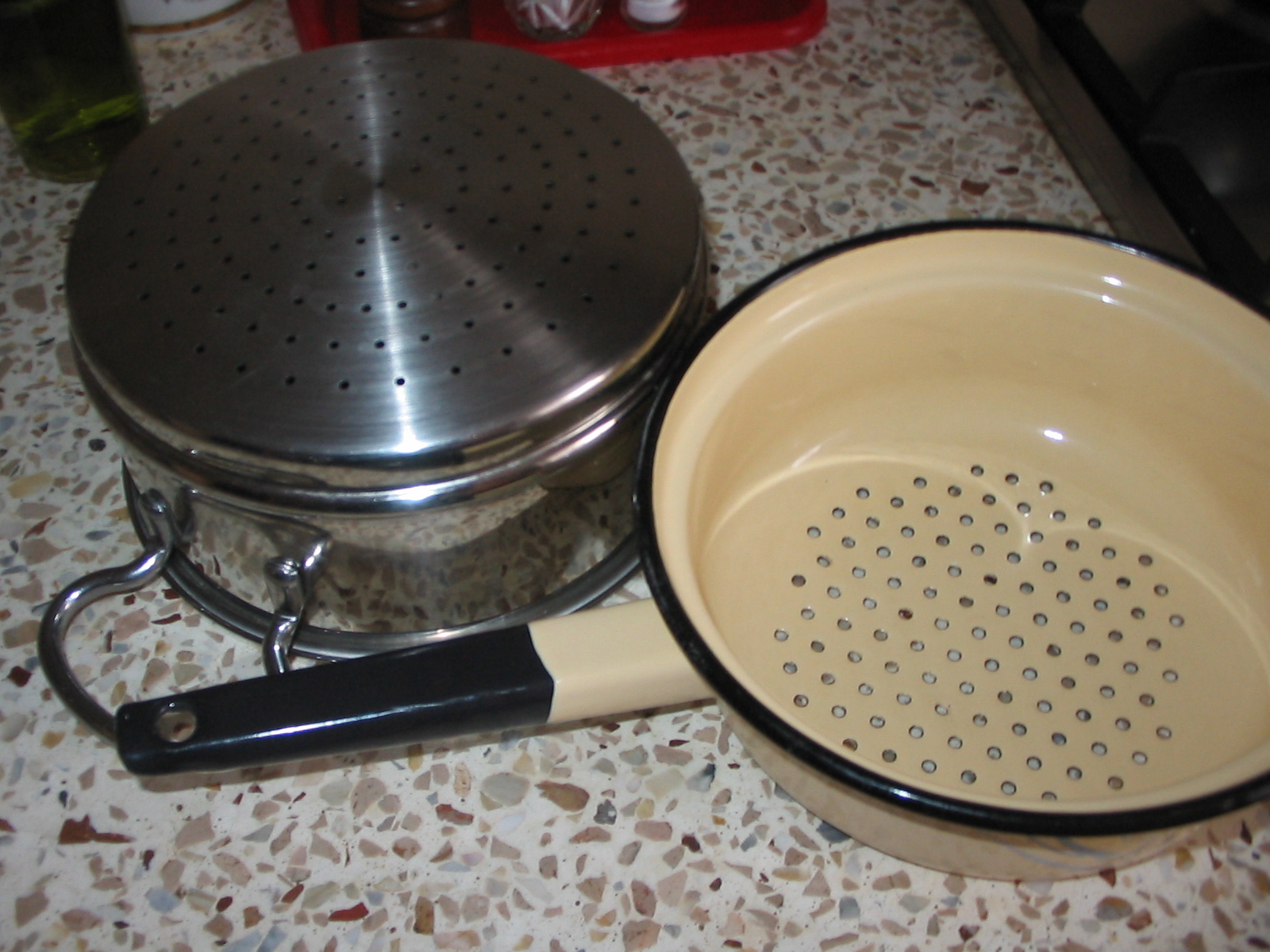
Виды дуршлагов

Дуршла́г (от нем. durchschlagen — пробивать насквозь) — предмет кухонной утвари в виде небольшой кастрюли или ковша с множеством отверстий на дне (а иногда и по бокам). По своему предназначению подобен ситу.
Дуршлаг широко используется на кухне при приготовлении блюд. Он предназначен для отделения жидкости от твёрдых веществ, например, после варки макаронных изделий, круп, картофеля и пр. Также дуршлаг используется для мытья и промывания ягод, грибов, мелких фруктов и овощей, а также отцеживания творожной сыворотки.
Чаще всего дуршлаги изготовляют из лёгкого металла, например алюминия. В ходу также стальные дуршлаги, покрытые эмалью, и дуршлаги из нержавеющей стали. Иногда используется и пластмасса, но такие дуршлаги не рекомендуется применять для процеживания горячего. Часто изделие выпускается с одной длинной ручкой или двумя короткими ушками, расположенными на противоположных сторонах.
Дуршлаг является традиционным головным убором в пастафарианстве.